# 羅伯托·阿藍尼亞

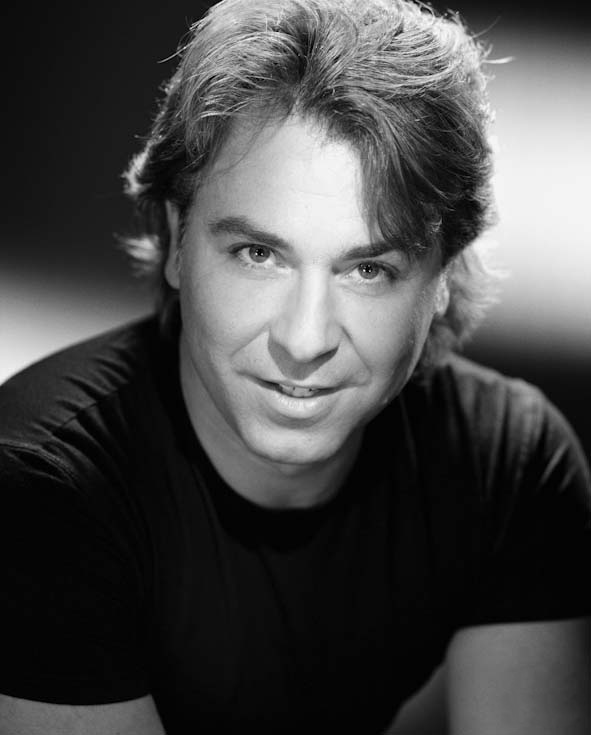
2004年的罗伯托·阿蓝尼亚

羅伯托·阿藍尼亞（Roberto Alagna，1963年6月7日—），義大利裔法國男高音歌劇演唱家，1996年至2009年是羅馬尼亞女高音安琪拉·基柯基沃的丈夫。

## 早年
羅伯托·阿藍尼亞1963 年出生於巴黎城外的克利希蘇布瓦 ( Clichy-sous-Bois ) 一個西西里移民家庭。十幾歲時，年輕的 Alagna 開始在巴黎的歌舞表演中賣藝和唱流行音樂。之後，深受馬里奧·蘭扎電影的影響，並從許多歷史男高音的唱片中學習，然後他轉向歌劇，但主要是自學成才。他被普羅旺斯地區艾克斯音樂節的聯合創始人加布里埃爾·杜蘇格 ( Gabriel Dussurget ) 發現。

## 職業生涯
在巴黎接受音樂教育，1988年，榮獲在美國費城舉行的帕瓦洛帝國際聲樂大賽（由意大利文化遺產和活動部支持，於 1981年摩德納初啟）第一名，阿藍尼亞在格林德伯恩歌劇節巡迴演出中，以《茶花女》首次亮相，飾演 阿弗雷多·傑爾蒙 ，包括：1990年的4月在史卡拉歌劇院的《茶花女》全新製作。致使法國和意大利小城市的許多活動，依舊以阿弗雷多一角，屹立不搖，最終他一共演唱 150 多次這個角色。
隨著他名氣越來越大，很快地便受各大劇院的廣邀，例如：1990年蒙特卡洛、米蘭斯卡拉大劇院、巴塞罗那、1992年的皇家歌劇院以及1996年的大都會歌劇院的《波希米亞人》飾演詩人魯道夫。1994 年，他在皇家歌劇院飾演夏尔·古诺歌劇《罗密欧与朱丽叶》中的羅密歐，與利昂蒂娜·瓦杜娃同台。
2006年12月7日，阿藍尼亞在法蘭科·澤菲雷利全新製作的《阿伊達》，掀開了史卡拉歌劇院 2006/07 樂季的序幕。在12月10日的第二場演出中，他的開場表演引來噓聲和哨聲。他隨後離開舞台；此舉被史卡拉歌劇院高層和澤菲雷利譴責不成熟、不專業，他們說：「專業人士永遠不該這樣做。阿藍尼亞太敏感了，他的感情太過容易被人傷害。他不知道如何表現得像個真正的明星。」剩下的演出，他的角色由穿著牛仔褲和黑色襯衫的安東納洛·帕隆比完成。
2007 年，在大都會歌劇院演唱平克頓在《蝴蝶夫人》中的角色時，阿藍尼亞 在《羅密歐與朱麗葉》中取代身體不適的男高音羅蘭多·比利亞松飾演羅密歐，與女高音安娜·涅特列布科分別在 9 月和 12 月進行了兩場演出。阿蘭尼亞也在最後一刻被大都會歌劇院聘請，在2007年10月16日的《阿伊達》演出中，取演身體不適的Marco Berti，其演出獲得觀眾起立鼓掌。 12月15日演出羅密歐與朱麗葉由 Alagna 和 Netrebko 主演的這部影片由大都會博物館以高清格式在全球 447 家影院播放，約有 97,000 人觀看。
近年來，Alagna 一直提倡重振被忽視的法國歌劇——阿爾法諾的 Cyrano de Bergerac、Massenet 的 Le jongleur de Notre-Dame、Lalo 的 Fiesque，以及新作品——Vladimir Cosma的Marius et Fanny和他的兄弟David Alagna's Le dernier jour d'un condamné。他還錄製了一張向Luis Mariano、Sicilien和Pasión致敬的輕音樂專輯。
阿蘭尼亞原定於2018年7月25日開幕當天在拜羅伊特音樂節上首次亮相，出演理查德·瓦格纳的《羅恩格林》。阿拉尼亞於2018年6月29日退出，理由是未能及時了解角色。

## 外部連結
- 官方网站